# Charles Wood, 1. Viscount Halifax

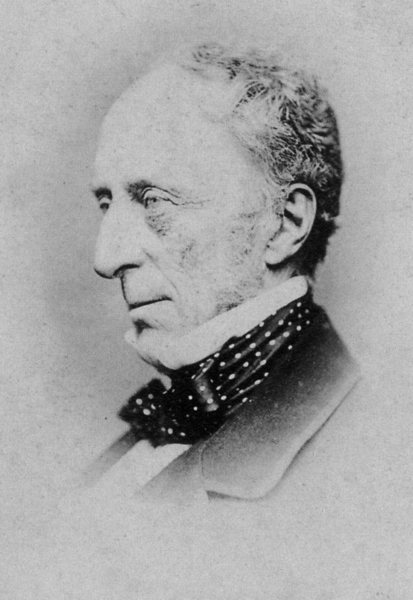
Fotografie um 1870

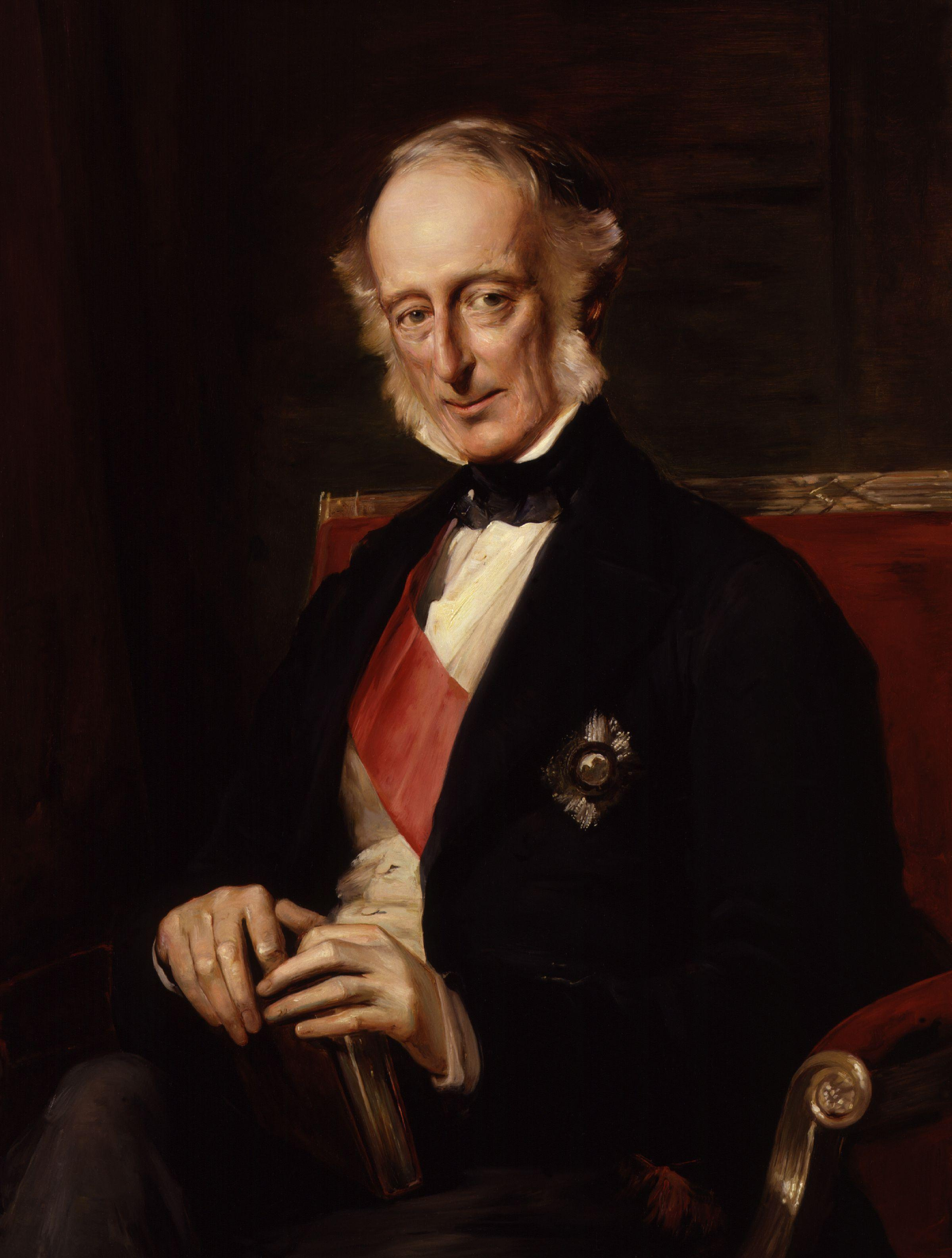
Ölgemälde aus dem Jahr 1873 von Anthony de Brie

Charles Wood, 1. Viscount Halifax (* 20. Dezember 1800; † 8. August 1885) war ein britischer Politiker.

## Leben
Wood war der älteste Sohn von Sir Francis Lindley Wood, 2. Baronet. Er besuchte das Eton College und studierte bis 1824 am Oriel College der Universität Oxford. 1826 wurde er im Alter von 26 Jahren erstmals ins House of Commons gewählt. Von 1826 bis 1831 war er Abgeordneter für Great Grimsby, 1831 bis 1832 für Wareham, 1832 bis 1865 für Halifax, 1865 bis 1866 für Ripon. Er wurde als Privatsekretär seines Schwiegervaters Charles Grey, 2. Earl Grey, der 1830 Premierminister geworden war, in die Regierungsgeschäfte eingeführt. 1832, nach Annahme des Reform Act, wurde Wood Sekretär des Schatzamtes.
Beim Tod seines Vaters erbte er 1846 dessen Adelstitel als 3. Baronet, of Barnsley in the County of York, der 1784 in der Baronetage of Great Britain seinem Großvater verliehen worden war. Nachdem er einige Zeit das Amt eines Sekretärs der Admiralität bekleidet hatte, erhielt Wood 1846 in Russells erstem Kabinett als Schatzkanzler einen Sitz im Kabinett. Dieses Amt behielt er bis 1852. Sein Umgang mit den staatlichen Finanzen wurde allerdings massiv kritisiert und trug nicht wenig zur Diskreditierung der Whig-Regierung bei.
Er war dann President of the Board of Control für die Britische Ostindien-Kompanie im Kabinett Aberdeen (1852). In dieser Zeit veranlasste er eine deutliche Anhebung der Schulbildung in Indien einschließlich der Gründung der ersten Universitäten nach britischem Vorbild. In der Folgezeit übernahm Wood dann nacheinander die Ämter des Ersten Lords der Admiralität im Koalitionskabinett Palmerston (1854), des Ministers für Indien in der zweiten Regierung Palmerstons (1859).
1856 war er als Knight Grand Cross des Order of the Bath ausgezeichnet worden. Anlässlich seines Ausscheidens aus dem House of Commons wurde er am 21. Februar 1866 als Viscount Halifax, of Monk Bretton in the West Riding of the County of York, zum erblichen Peer erhoben und wurde dadurch Mitglied des House of Lords. In der Regierung Gladstone vom Juli 1870 bis zu deren Auflösung 1874 hatte er das Amt des Lordsiegelbewahrers inne.
Nach Wood ist in der Antarktis das Kap Wood auf Flat Island vor der Nordküste Viktorialands benannt.

## Ehe und Nachkommen
Am 29. Juli 1829 heiratete er Lady Mary Grey (1807–1884), Tochter des Charles Grey, 2. Earl Grey. Mit ihr hatte er sieben Kinder:
- Hon. Blanche Edith Wood († 1921) ⚭ 1876 Hon. Henry William Lowry-Corry;
- Hon. Alice Louisa Wood († 1934) ⚭ 1870 Hon. John Charles Dundas;
- Charles Lindley Wood, 2. Viscount Halifax (1839–1934);
- Hon. Emily Charlotte Wood (1840–1904) ⚭ 1863 Hugo Francis Meynell Ingram;
- Hon. Francis Lindley Wood (1841–1873), Captain der Royal Navy;
- Hon. Henry John Lindley Wood (1843–1903), Lieutenant-Colonel der British Army, ⚭ 1897 Laura Adeline Thellusson;
- Hon. Frederick George Lindley Meynell (1846–1910) ⚭ 1878 Lady Mary Lindsay.

Als er am 8. August 1885 im Alter von 84 Jahren starb, erbte sein ältester Sohn Charles seine Adelstitel.